# ジェイソン・コネリー
ジェイソン・コネリー（Jason Connery、1963年1月11日 - ）は、イギリスの俳優。
父はショーン・コネリー。

## 出演作品
- 51【フィフティ・ワン】
- クリミナル・マインド 特命捜査班レッドセル
- DRAGON ROAD ドラゴンロード ～導かれし勇者～
- デビル・ハザード
- アローン・イン・ザ・ダークII（パーカー）
- 合衆国感染
- CE4 エイリアン・アブダクション
- ブラッド・オブ・ヴァンパイア
- SPEED MAN
- マイプライベート セックス（ギリアン）
- テキサス・チェーンキラー　ビギニング
- マーニーと魔法の動物園（ロス・マクブライド）
- ヤング・スーパーマン
- WISHMASTER リダックス
- シャンハイ・ヌーン
- 国際諜報員ハリー・パーマー/Wスパイ
- 国際諜報員ハリー・パーマー/三重取引
- スパイメーカー
- カサブランカ・エクスプレス
- バイ・バイ・ベイビー
- ドリームチャイルド
- スティーヴン・カレッジの青春
- ネモの不思議な旅/異次元惑星のプリンセスを救え!!
- 薔薇の貴婦人
- 影の私刑